# Riigikogu
El Riigikogu (pronunciación en estonio: /ˈriːkikoku/; de riigi-, de estado, y kogu, asamblea) es el parlamento unicameral de Estonia. Todas las preguntas importantes relacionadas con el estado pasan por el Riigikogu. Además de aprobar la legislación, el Riigikogu nombra altos funcionarios, incluido el Primer ministro y Presidente de la Corte Suprema, y elige (solo o, si es necesario, junto con representantes del gobierno local dentro de un colegio electoral más amplio) el Presidente. El Riigikogu también ratifica importantes tratados extranjeros que imponen obligaciones militares y de propiedad, provocan cambios en la ley, etc .; aprueba el presupuesto presentado por el gobierno como ley y monitorea el poder ejecutivo.

## Historia

### Elecciones anticipadas
El 23 de abril de 1919, la sesión de apertura de la Asamblea Constituyente Estonia es el cumpleaños del Parlamento estonio. Las primeras elecciones al Riigikogu tuvieron lugar en 1920. De 1920 a 1938, hubo cinco elecciones más para el Riigikogu, pero varias se basaron en diferentes constituciones. En 1920-1923 hubo una lista cerrada, mientras que de 1926 a 1934 hubo una opción opcional de lista abierta. La base de la elección fue hasta 1932 representación proporcional. Las elecciones fueron regionales, sin ningún umbral en las dos primeras elecciones, pero a partir de 1926 se utilizó un umbral moderado (2 %).

### División
De 1938 a 1940, la Asamblea Nacional se dividió en dos cámaras: la Cámara de Diputados (Riigivolikogu) y el Consejo Nacional (Riiginõukogu).
Fue reemplazado por el Sóviet Supremo de la República Socialista Soviética de Estonia desde el 25 de agosto de 1940, y posteriormente por el Consejo Supremo de la República de Estonia, del 8 de mayo de 1990 hasta el 5 de octubre de 1992.

### Castillo de Toompea
Desde 1922, las sesiones del Riigikogu han tenido lugar en el castillo de Toompea, donde se erigió un nuevo edificio en un estilo expresionista inusual en el antiguo patio del castillo medieval en 1920-1922. Durante los períodos posteriores de la ocupación soviética (1940-41), la ocupación alemana (1941-44) y la segunda ocupación soviética (1944-1991), el Riigikogu se disolvió. El castillo y la construcción del Riigikogu fueron utilizados por el Soviet Supremo de la RSS de Estonia durante la segunda ocupación soviética.

### Independencia de la Unión Soviética
En septiembre de 1992, un año después de que Estonia recuperara su independencia de la Unión Soviética, se realizaron elecciones al Riigikogu de acuerdo con la Constitución de Estonia adoptada en el verano del mismo año. Según la constitución de 1992, el Riigikogu tiene 101 miembros. El actual Riigikogu fue elegido el 3 de marzo de 2019. Las principales diferencias entre este sistema y un sistema de representación política pura o de representación proporcional son el umbral nacional establecido del 5 % y el uso de una fórmula D'Hondt modificada (el divisor se eleva al poder 0.9). Esta modificación genera más desproporción que la forma habitual de la fórmula.

## Últimas elecciones
| Partido                            | Partido                            | Votos   | %     | Escaños | ±     |
| ---------------------------------- | ---------------------------------- | ------- | ----- | ------- | ----- |
|                                    | Partido Reformista                 | 190 659 | 31.24 | 37      | +3    |
|                                    | Partido Popular Conservador        | 97 959  | 16.05 | 17      | −2    |
|                                    | Partido del Centro                 | 93 243  | 15.28 | 16      | −10   |
|                                    | Estonia 200                        | 81 347  | 13.33 | 14      | +14   |
|                                    | Partido Socialdemócrata            | 56 578  | 9.27  | 9       | −1    |
|                                    | Isamaa                             | 50 114  | 8.21  | 8       | −4    |
|                                    |                                    |         |       |         |       |
|                                    | Izquierda Unida Estonia            | 14 607  | 2.39  | 0       | 0     |
|                                    | Parempoolsed                       | 14 035  | 2.30  | 0       | Nuevo |
|                                    | Verdes Estonios                    | 5889    | 0.96  | 0       | 0     |
|                                    | Independientes                     | 5887    | 0.96  | 0       | 0     |
| Votos nulos                        | Votos nulos                        | 3494    | –     | –       | –     |
| Total                              | Total                              | 613 812 | 100   | 101     | 0     |
| Votantes registrados/Participación | Votantes registrados/Participación | 966 129 | 63.53 | –       | –     |
| Fuente: Comité Nacional Electoral  |                                    |         |       |         |       |

## Grupos parlamentarios
- Partido Reformista 34
  - líder del partido: Kaja Kallas
- Partido del Centro 25
  - líder del partido: Jüri Ratas

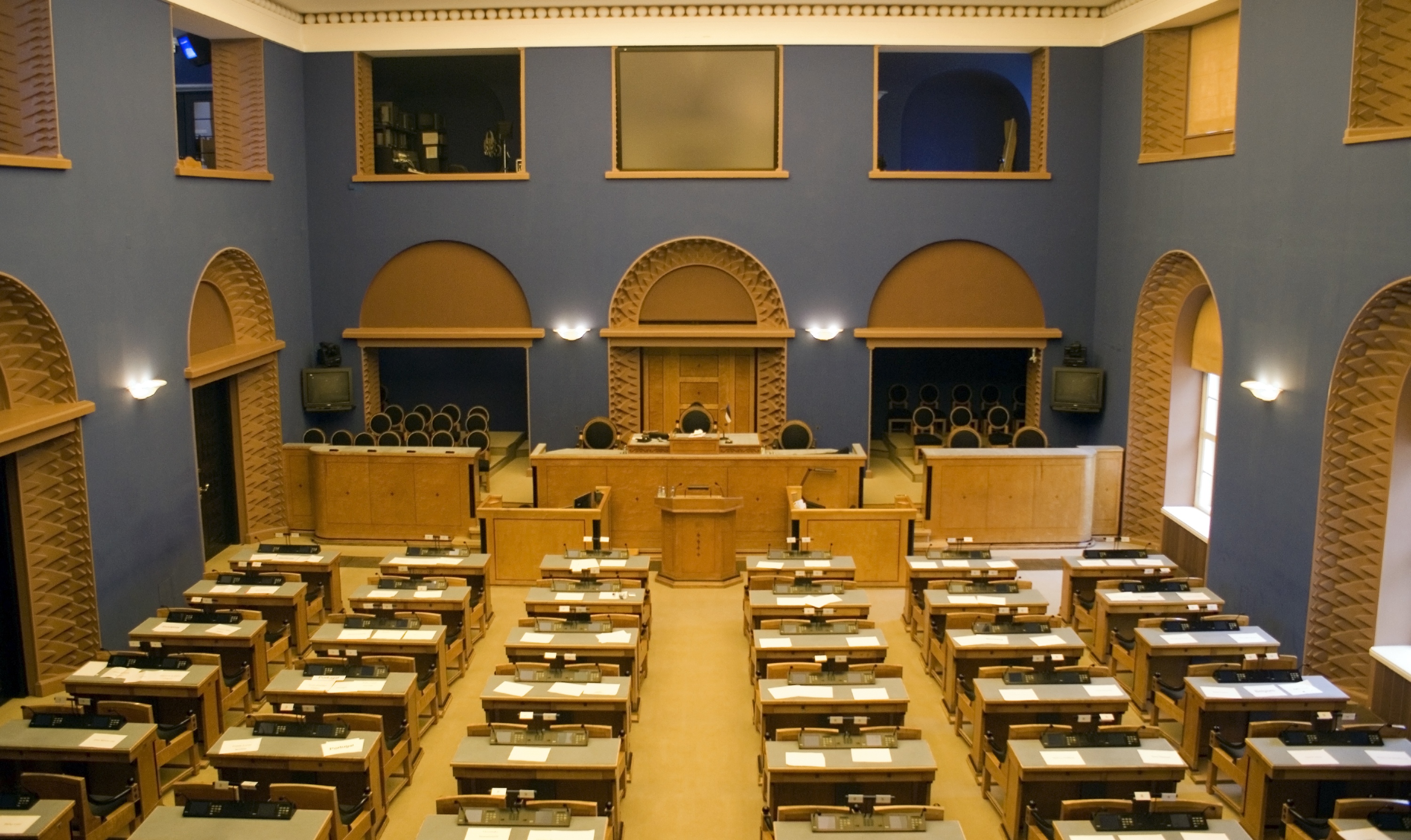
Riigikogu

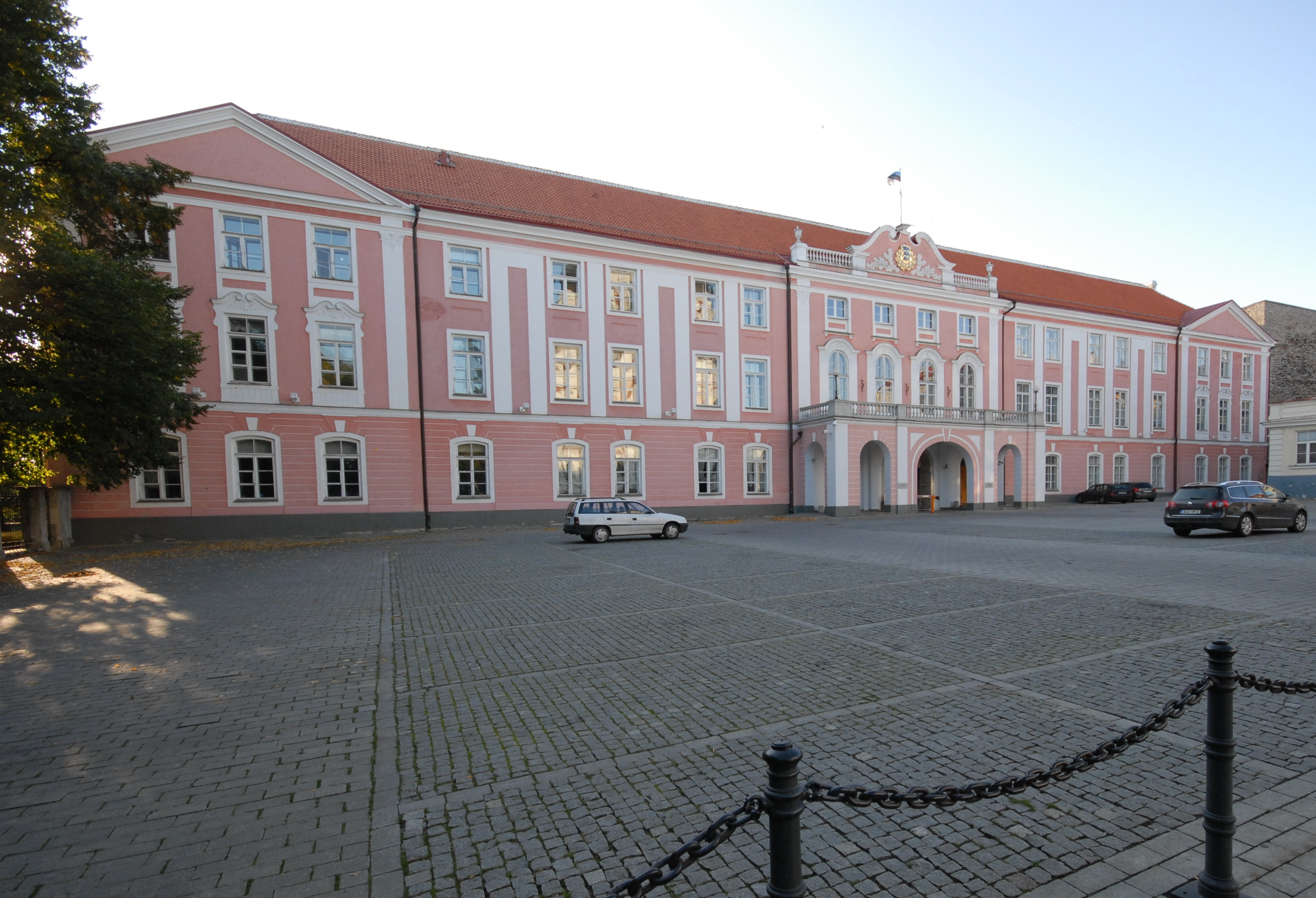
Edificio del Parlamento en el Castillo de Toompea: la sede del Parlamento.

- Partido Popular Conservador de Estonia 19
  - líder del partido: Mart Helme
- Isamaa 12
  - líder del partido: Helir-Valdor Seeder
- Partido Socialdemócrata de Estonia 10
  - líder del partido: Indrek Saar
- Independiente 1
  - Diputado independiente: Raimond Kaljulaid[3]

## Presidentes del Riigikogu

### 1921-1937
| Nombre          | Período                                          | Legislatura                              |
| --------------- | ------------------------------------------------ | ---------------------------------------- |
| Otto Strandman  | 4 de enero de 1921–18 de noviembre de 1921       | I Riigikogu                              |
| Juhan Kukk      | 18 de noviembre de 1921–20 de noviembre de 1922  | I Riigikogu                              |
| Konstantin Päts | 20 de noviembre de 1922–7 de junio de 1923       | I Riigikogu                              |
| Jaan Tõnisson   | 7 de junio de 1923–27 de mayo de 1925            | II Riigikogu                             |
| August Rei      | 9 de junio de 1925–22 de junio de 1926           | II Riigikogu                             |
| Karl Einbund    | 22 de junio de 1926-19 de julio de 1932          | III Riigikogu, IV Riigikogu, V Riigikogu |
| Jaan Tõnisson   | 19 de julio de 1932–18 de mayo de 1933           | V Riigikogu                              |
| Karl Einbund    | 18 de mayo de 1933–29 de agosto de 1934          | V Riigikogu                              |
| Rudolf Penno    | 28 de septiembre de 1934–31 de diciembre de 1937 | V Riigikogu                              |

### Presidentes del Riigivolikogu (cámara baja)
| Nombre        | Período                                   | Legislatura  |
| ------------- | ----------------------------------------- | ------------ |
| Jüri Uluots   | 21 de abril de 1938–12 de octubre de 1939 | VI Riigikogu |
| Otto Pukk     | 17 de octubre de 1939–5 de julio de 1940  | VI Riigikogu |
| Arnold Veimer | 21 de julio de 1940–25 de agosto de 1940  |              |

### Presidente del Riiginõukogu (cámara alta)
| Nombre      | Período                                | Legislatura  |
| ----------- | -------------------------------------- | ------------ |
| Mihkel Pung | 21 de abril de 1938–5 de julio de 1940 | VI Riigikogu |

### Presidentes del Consejo Supremo (1990-1992)
| Nombre        | Período                                  |
| ------------- | ---------------------------------------- |
| Arnold Rüütel | 29 de marzo de 1990–5 de octubre de 1992 |
| Ülo Nugis     | 29 de marzo de 1990–5 de octubre de 1992 |

### Desde 1992
| Nombre        | Período                                   | Legislatura                   |
| ------------- | ----------------------------------------- | ----------------------------- |
| Ülo Nugis     | 21 de octubre de 1992–21 de marzo de 1995 | VII Riigikogu                 |
| Toomas Savi   | 21 de marzo de 1995–31 de marzo de 2003   | VIII Riigikogu, IX Riigikogu  |
| Ene Ergma     | 31 de marzo de 2003–23 de marzo de 2006   | X Riigikogu                   |
| Toomas Varek  | 23 de marzo de 2006–2 de abril de 2007    | X Riigikogu                   |
| Ene Ergma     | 2 de abril de 2007–20 de marzo de 2014    | XI Riigikogu, XII Riigikogu   |
| Eiki Nestor   | 20 de marzo de 2014–4 de abril de 2019    | XII Riigikogu, XIII Riigikogu |
| Henn Põlluaas | 4 de abril de 2019–18 de marzo de 2021    | XIV Riigikogu                 |
| Jüri Ratas    | 18 de marzo de 2021-10 de abril de 2023   | XIV Riigikogu                 |
| Lauri Hussar  | 10 de abril de 2023-                      | XV Riigikogu                  |